# Lamis Cosac
Lamis Chedraoui Cosac (Líbano, 25 de julho de 1950) é uma política brasileira nascida no Líbano.
Filha de Salim Moussa Chedraoui e Azize Stephan, casou-se com o médico e político Rubens Cosac iniciando sua vida pública sendo prefeita de Ipameri. Foi presidente da Indústria Química do Estado de Goiás, IQUEGO, e seguiu com alguns mandatos como parlamentar, sendo deputada estadual e líder tucana na Assembleia Legislativa de Goiás.